# Чемпионат мира по настольному теннису 1965
Чемпионат мира по настольному теннису 1965 года прошёл с 15 по 25 апреля в Любляне (Югославия).

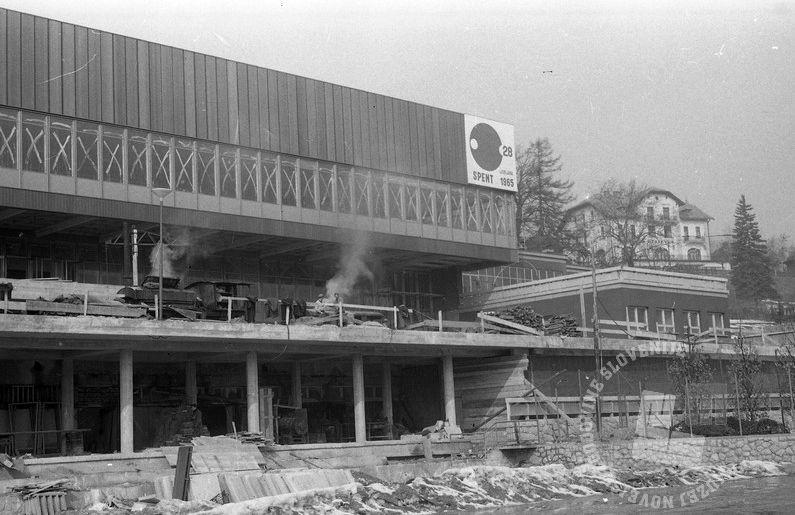
Строящийся Дворец спорта «Тиволи» с эмблемой 28-го чемпионата на нем, за месяц до чемпионата

## Медали

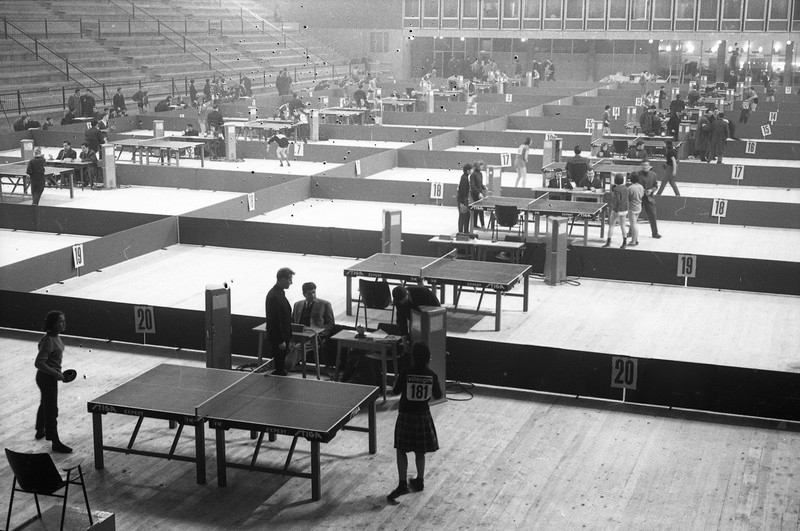
Чемпионат мира по настольному теннису 1965 в Люблянах

### Команды
| Пол     | Золото                                                                    | Серебро                                                                                           | Бронза                                                                    |
| ------- | ------------------------------------------------------------------------- | ------------------------------------------------------------------------------------------------- | ------------------------------------------------------------------------- |
| Мужчины | Китай · Ли Фужун · Сюй Иншэн · Чжоу Ланьсунь · Чжан Селинь · Чжуан Цзэдун | Япония · Кодзи Кимура · Кэн Конака · Кэйити Мики · Итиро Огимура · Такао Нохира · Хироси Такахаси | КНДР · Джун Кильхва · Джун Рянвун · Ким Чанхо · Ким Джунсам · Пак Синъиль |
| Женщины | Китай · Ли Хэнань · Линь Хуэйцин · Лян Личжэнь · Чжэн Миньчжи             | Япония · Наоко Фукацу · Цунао Исомура · Масако Сэки · Норико Яманака                              | Англия · Лесли Белл · Диана Роув · Мэри Шэннон · Ирене Огас               |

### Спортсмены
| Разряд                   | Золото                    | Серебро                    | Бронза                   |
| ------------------------ | ------------------------- | -------------------------- | ------------------------ |
| Мужской одиночный разряд | Чжуан Цзэдун              | Ли Фужун                   | Эберхард Шёлер           |
| Мужской одиночный разряд | Чжуан Цзэдун              | Ли Фужун                   | Чжоу Ланьсунь            |
| Женский одиночный разряд | Наоко Фукацу              | Линь Хуэйцин               | Норико Яманака           |
| Женский одиночный разряд | Наоко Фукацу              | Линь Хуэйцин               | Ли Ли                    |
| Мужской парный разряд    | Сюй Иншэн Чжуан Цзэдун    | Ван Чжилян Чжан Селинь     | Ли Фужун Ван Цзяшэн      |
| Мужской парный разряд    | Сюй Иншэн Чжуан Цзэдун    | Ван Чжилян Чжан Селинь     | Юй Чанчунь Чжоу Ланьсунь |
| Женский парный разряд    | Линь Хуэйцин Чжэн Миньчжи | Норико Яманака Масако Сэки | Фэн Мэнъя Ли Ли          |
| Женский парный разряд    | Линь Хуэйцин Чжэн Миньчжи | Норико Яманака Масако Сэки | Ли Хэнань Лян Личжэнь    |
| Микст                    | Кодзи Кимура Масако Сэки  | Чжан Селинь Линь Хуэйцин   | Чжуан Цзэдун Лян Личжэнь |
| Микст                    | Кодзи Кимура Масако Сэки  | Чжан Селинь Линь Хуэйцин   | Кэн Конака Наоко Фукацу  |